# Barbie Horse Adventures: Wild Horse Rescue
Barbie Horse Adventures: Wild Horse Rescue  è un videogioco per bambine ispirato alla bambola Barbie, pubblicato nel 2003 per Xbox, PlayStation 2 e Game Boy Advance. Il videogioco è un simulatore di equitazione in cui il giocatore controlla il personaggio di Barbie. Il videogioco è stato sviluppato dalla Blitz Games e pubblicato dalla Vivendi Universal Games. Nel 2008 è stato pubblicato un sequel del videogioco, intitolato Barbie Horse Adventures: Riding Camp.